# Keefe Brasselle
Keefe Brasselle (Elyria, 7 de fevereiro de 1923 - Downey, 7 de julho de 1981) foi um ator, produtor de televisão e autor estadunidense. Ele é mais lembrado pelo papel principal no filme Nas Asas da Fama (1953).

## Filmografia
| Ano  | Título                                  | Papel                                       | Nota(s)      |
| ---- | --------------------------------------- | ------------------------------------------- | ------------ |
| 1942 | USS VD: Ship of Shame                   | Chicken                                     | sem créditos |
| 1944 | Janie                                   | Soldado                                     | sem créditos |
| 1944 | Three Little Sisters                    | Soldado                                     | sem créditos |
| 1945 | River Gang                              | Johnny                                      |              |
| 1947 | Bells of San Angelo                     | Ignacio                                     | sem créditos |
| 1947 | Repeat Performance                      | Delivery Boy                                | sem créditos |
| 1947 | Killer at Large                         | Copy Boy                                    | sem créditos |
| 1947 | Heartaches                              | Gus. Prop Boy                               | sem créditos |
| 1947 | Railroaded!                             | Cowie Kowalski                              |              |
| 1947 | T-Men                                   | Funcionário da recepção do Ocean Park Hotel | sem créditos |
| 1948 | The Babe Ruth Story                     | mensageiro                                  | sem créditos |
| 1949 | Not Wanted                              | Drew Baxter                                 |              |
| 1950 | Never Fear                              | Guy Richards                                |              |
| 1950 | Dial 1119                               | Skip                                        |              |
| 1951 | A Place in the Sun                      | Earl Eastman                                |              |
| 1951 | Bannerline                              | Mike Perrivale                              |              |
| 1951 | The Unknown Man                         | Rudi Wallchek                               |              |
| 1951 | It's a Big Country                      | Sgt. Maxie Klein                            |              |
| 1952 | Skirts Ahoy!                            | Dick Hallson                                |              |
| 1953 | The Eddie Cantor Story                  | Eddie Cantor                                |              |
| 1954 | Three Young Texans                      | Tony Ballew                                 |              |
| 1955 | Mad at the World                        | Sam Bennett aka Bill Holland                |              |
| 1955 | Bring Your Smile Along                  | Martin 'Marty' Adams                        |              |
| 1956 | Battle Stations                         | Chris Jordan                                |              |
| 1957 | West of Suez                            | Brett Manders                               |              |
| 1958 | Death Over My Shoulder                  | Jack Regan                                  |              |
| 1973 | Black Gunn                              | Winman                                      |              |
| 1974 | If You Don't Stop It... You'll Go Blind | Ele mesmo                                   |              |